# Montagne du Larmont
Die Montagne du Larmont ist ein langgezogener Höhenrücken im Jura, im Grenzgebiet zwischen der Schweiz (Kanton Neuenburg) und Frankreich (Département Doubs). Sie erstreckt sich über eine Länge von ungefähr 25 km und ist gemäss der allgemeinen Faltenstruktur des Juras in dieser Region in Richtung Südwest-Nordost orientiert. Der Kamm der Montagne du Larmont erreicht eine Höhe von 1150 m bis 1300 m. Die beiden höchsten Gipfel sind der Grand Taureau (1323 m) und der Mont Châteleu (1301 m), welche beide ganz auf französischem Staatsgebiet liegen.

## Geologie
In strukturgeologischer Hinsicht bildet die Montagne du Larmont eine maximal 4 km breite Antiklinale des Faltenjuras. Sie wird im Süden durch die Synklinalen des Vallon des Verrières und des Vallée de la Brévine, im Norden durch eine parallel zum Doubs verlaufende Talfurche begrenzt, die sich von Pontarlier über Les Alliés bis nach Morteau hinzieht. Auf Schweizer Gebiet spaltet sich von der Larmont-Antiklinale die Antiklinale von Le Cernil ab, welche das Talbecken von La Brévine auf der Südseite flankiert. Die südwestliche Grenze der Montagne du Larmont wird durch eine Bruchlinie gebildet, die von Montricher bis nach Pontarlier zu verfolgen ist. Entlang dem nördlichen Teil dieser Transformstörung bei Pontarlier hat sich der Doubs sein Tal geschaffen. Es trennt die Montagne du Larmont von der Montagne du Laveron. Im Nordosten ist die Abgrenzung nicht genau definiert, sie liegt hier im Bereich zwischen La Brévine und Le Cerneux-Péquignot.
Die an der Oberfläche anstehenden kompetenten Gesteinsschichten der Montagne du Larmont stammen zur Hauptsache aus Kalksedimenten der oberen Jurazeit (Malm). Im Lauf der Zeit wurde der Faltenscheitel der Larmont-Antiklinale an Schwachstellen durch Erosionsprozesse angegriffen und aufgebrochen. Die Bäche Théverot und Ruisseau des Entreportes haben zum Teil tiefe Erosionstäler geschaffen. Dadurch wurden die unter den Malmkalken liegenden, weicheren Mergelschichten des Argovien und teilweise der Hauptrogenstein aus der mittleren Jurazeit freigelegt. Deshalb besteht die Montagne du Larmont heute aus einem höheren südlichen Schenkel mit den Höhen Grand Taureau, Grosse Prise (1258 m) und Châteleu (1260 m) sowie einem niedrigeren nördlichen Schenkel mit Bois de la Motte (1103 m), Le Buclet (1164 m), La Côte du Cerf (1210 m) und Rochers du Cerf (1195 m). Dazwischen verläuft ein stets rund 1 km breites, mehr oder weniger stark ausgeprägtes Antiklinaltal.

## Geographie
Auf der Höhe der Montagne du Larmont befinden sich überwiegend Wälder, die durch charakteristische Jurahochweiden mit mächtigen Fichten, die entweder einzeln oder in Gruppen stehen, aufgelockert werden. Es gibt hier verschiedene Bergbauern- und Sennhöfe und die typischen Trockensteinmauern des Hochjuras zur Begrenzung der Weiden.

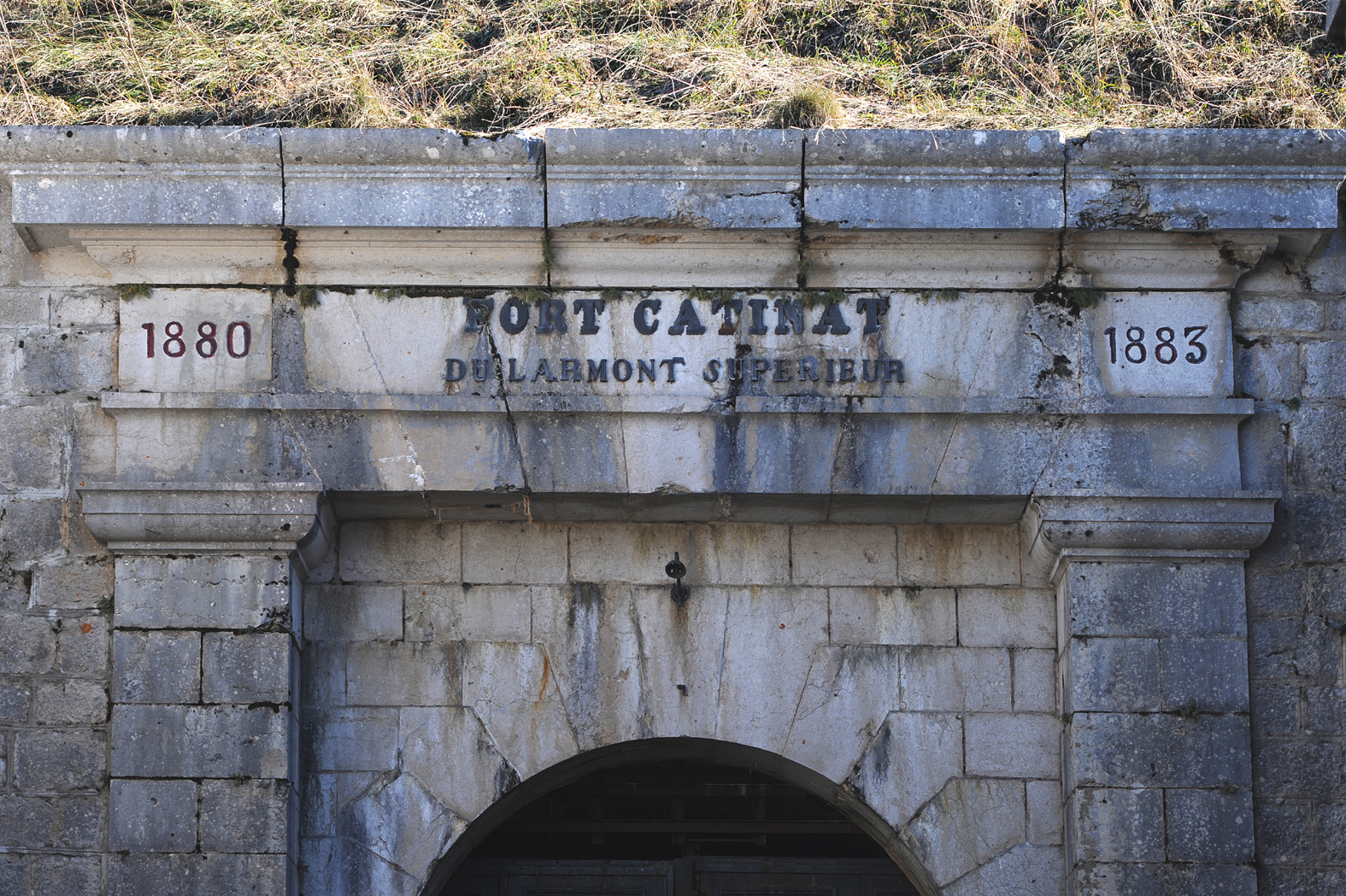
Fort Catinat

Der Grand Taureau ist ein schöner Aussichtspunkt im französischen Jura. Der Höhenrücken dient als Naherholungsgebiet für Pontarlier. An seinem Nordwesthang gibt es mehrere Skilifte. Auf einem Felssporn südwestlich der Montagne du Larmont steht das alte Château de Joux, das im 19. Jahrhundert zu einem wichtigen Befestigungswerk ausgebaut wurde. Im Zusammenhang mit dieser Befestigungslinie wurden auf der Montagne du Larmont von 1844 bis 1851 das Fort du Larmont Inférieur (auch Fort Mahler genannt, 1010 m) und von 1879 bis 1883 das Fort du Larmont Supérieur (auch Fort Catinat genannt, 1176 m) errichtet. Beide Forts sind im Verfall begriffen und nicht mehr zugänglich.
Erstmals urkundlich erwähnt wird der Höhenrücken 1382 unter dem Namen Armont; von 1383 ist bereits die Bezeichnung Larmont überliefert. Das Wort setzt sich zusammen aus ar (Alp) und mont (Berg), wobei der Artikel agglutiniert wurde.